# Nowogródek Pomorski (gromada)
Nowogródek Pomorski – dawna gromada, czyli najmniejsza jednostka podziału terytorialnego Polskiej Rzeczypospolitej Ludowej w latach 1954–1972.
Gromady, z gromadzkimi radami narodowymi (GRN) jako organami władzy najniższego stopnia na wsi, funkcjonowały od reformy reorganizującej administrację wiejską przeprowadzonej jesienią 1954 do momentu ich zniesienia z dniem 1 stycznia 1973, tym samym wypierając organizację gminną w latach 1954–1972.
Gromadę Nowogródek Pomorski z siedzibą GRN w Nowogródku Pomorskim utworzono – jako jedną z 8759 gromad na obszarze Polski – w powiecie myśliborskim w woj. szczecińskim na mocy uchwały nr V/47/54 WRN w Szczecinie z dnia 5 października 1954. W skład jednostki weszły obszary dotychczasowych gromad Nowogródek Pomorski, Świątki, Sumiak i Trzcinna ze zniesionej gminy Nowogródek Pomorski w tymże powiecie. Dla gromady ustalono 16 członków gromadzkiej rady narodowej.
1 stycznia 1972 do gromady Nowogródek Pomorski włączono miejscowości Karsko, Głownia, Lipin, Chojeniec, Kinice, Ulejno, Golin, Ławin, Parzeńsko, Sołacz, Stawno i Trzciniec ze zniesionej gromady Karsko oraz miejscowości Bielinki, Giżyn, Rokitno i Słocino ze zniesionej gromady Sulimierz w tymże powiecie.
Gromada przetrwała do końca 1972 roku, czyli do kolejnej reformy gminnej. 1 stycznia 1973 w powiecie myśliborskim reaktywowano gminę Nowogródek Pomorski.